# خولپن-ویتم
خولپن-ویتم (به هلندی: Gulpen-Wittem) یک شهرستان در هلند است که در لیمبورخ واقع شده‌است. خولپن-ویتم ۹۵ متر بالاتر از سطح دریا واقع شده‌است.